# 望月重信
望月 重信（もちづき しげのぶ、1943年 - ）は、日本の社会学者、明治学院大学名誉教授。
東京都出身。1976年東京教育大学大学院教育学研究科博士課程単位取得満期退学、明治学院大学助教授、教授、2017年度で定年退職。名誉教授。

## 著書
- 『子ども=社会への構図』高文堂出版社 1994
- 『子ども社会学序説 社会問題としての子ども問題を読み解く』ハーベスト社 2010

### 共編著
- 『ことばの社会学 意味の復権を求めて』松島浄共著 世界思想社 1982
- 『最新教育キーワード137』江川玟成,高橋勝,葉養正明共編著 時事通信社 1995
- 『育つ人 可塑と統制の社会心理』編著 学文社 シリーズ現代人の社会心理 1996
- 『教師学と私 子どもと学校に生きる』編著 学文社 2001
- 『教育とジェンダー形式 葛藤・錯綜/主体性』近藤弘,森繁男,春日清孝共編著 ハーベスト社 2005
- 『変化する社会と人間の問題 学校教育・ジェンダー・アイデンティティ』編著 学文社 2009
- 『日本の教育を考える 現状と展望』播本秀史,岡明秀忠共編著 学文社 2010
- 『子ども社会学への招待』原田彰共編 ハーベスト社 2012

## 論文
- Cinii